# Американське бюро судноплавства
Американське бюро судноплавства (англ. American bureau of shipping, ABS) — класифікаційне товариство, яке надає сюрвеєрські та сертифікаційні послуги, займається розробкою стандартів та інженерних рішень для морської галузі.

## Історія заснування
У 1861 р. з ініціативи комерсанта Джона Дівіна Джоунса утворюється Асоціація американських судновласників.
22 квітня 1862 р. — Асоціація отримує від нью-йоркського законодавчого органу офіційний дозвіл на надання послуг з оцінки та класифікації суден.
1870 р. — вперше публікуються Правила огляду та класифікації дерев'яних суден, у 1877 р. — Правила огляду та класифікації залізних суден, а у 1890 р. — Правила для будівництва та класифікації суден зі сталі.
1898 р. — Асоціація американських судновласників отримує нову назву — Американське бюро судноплавства
1916 р. — ABS придбало Регістр Великих озер.
1959 р. — ABS класифікує NS Savannah — перше вантажне пасажирське судно з ядерною установкою.
1980 р. — класифіковано Seawise Giant — найбільше у світі торговельне судно.
1992 р. — створена академія Американського бюро судноплавства.
2006 р. — ABS класифіковано Emma Maersk — перше у світі ультравелике контейнерне судно.

## Роль та функції
Роль ABS полягає в тому, щоб враховуючи суспільні інтереси, сприяти безпеці життєдіяльності, збереженню майна та захисту довкілля, в першу чергу, через розробку та перевірку відповідності стандартів для проєктування, будівництва, експлуатаційного обслуговування морських об'єктів.
Функції, які виконує Американське бюро судноплавства
- розробляє стандарти — Правила ABS, які є основою для оцінки, проєктування, будівництва нових суден, їх технічного обслуговування;
- проводить технічний нагляд за ремонтними роботами, експлуатацією суден та морських споруд;
- надає класифікаційні послуги, включно з обстеженням суден на відповідність нормам безпеки мореплавства;
- впроваджує інноваційні інженерні розробки, методи енергетичної ефективності та сталого екологічного розвитку у свою діяльність;
- співпрацює з морськими компаніями, профільними структурами та іншими зацікавленими організаціями;
- виконує дослідження міцності та стійкості машин, обладнання для забезпечення безпечних умов праці, запобіганню екологічному забрудненню.

## Діяльність в Україні
Відповідно до Розпорядження Кабінету Міністрів України Американське бюро судноплавства уповноважене здійснювати технічний нагляд за суднами, які мають право плавання під прапором України.

## Члени
Американське бюро судноплавства — глобальна компанія, у якій працює більш ніж 5 500 працівників у 200 офісах 70 країн світу. ABS має також представництво в Україні, яке надає сюрвеєрські послуги. Представництво знаходиться у Києві.
ABS є одним з членів Міжнародної асоціації класифікаційних товариств (IACS).